# 天全淫羊藿
天全淫羊藿（学名：Epimedium flavum），为小檗科淫羊藿属下的一个植物种。